# 문숙공주
문숙공주(文淑公主, 생몰년 미상)는 조선의 왕족이다. 추존왕 도조(度祖, ?~1342)와 경순왕후 박씨(敬順王后 朴氏)의 딸이다. 성은 이씨(李氏), 본관은 전주(全州)이다. 다루가치(達魯花赤) 김마분(金馬紛)과 혼인하였다.

## 가족 관계
- 조부 : 추존 익조대왕(翼祖大王, 생몰년 미상)
- 조모 : 정숙왕후 등주 최씨(貞淑王后 登州 崔氏, 생몰년 미상)
  - 아버지 : 추존 도조대왕(度祖大王, ? ~1342)
- 외조부 : 문하시중 안변부원군 박광(贈 門下侍中 安邊府院君 朴光)
  - 어머니 : 경순왕후 문주 박씨(敬順王后 文州 朴氏)
    - 남매 : 완창대군 자흥(完昌大君 子興, 1305~ ?)
    - 남매 : 추존 환조대왕(桓祖大王, 1315~1360)
      - 조카 : 제1대 태조대왕(太祖大王, 1335~1408, 재위 : 1392~1398)

    - 남매 : 완원대군 자선(完原大君 子宣, 1331~1356)
    - 남매 : 완천대군 평(完川大君 平, 1320~ ?)
    - 남매 : 완성대군 종(完城大君 宗, 1322~1385)
    - 언니 : 문혜공주(文惠公主, 생몰년 미상)
    - 동생 : 문의공주(文懿公主, 생몰년 미상)
    - 남편 : 다루가치 김마분(達魯花赤 金馬紛)